# Liste de festivals de cinéma en Océanie
Cette page dresse la liste des festivals de cinéma en Océanie.

## Australie
| Nom                                                                          | Nom original / international                           | Ville                         | Création | Détails | Site officiel      |
| ---------------------------------------------------------------------------- | ------------------------------------------------------ | ----------------------------- | -------- | --- | ------------------ |
| Festival international du film de Melbourne                                  | (en) Melbourne International Film Festival (MIFF)      | Melbourne                     | 1951     | Prix principal : People's Choice Award                                                                               | (en) Site officiel |
| Festival international des arts de Perth                                     | (en) Perth International Arts Festival                 | Perth                         | 1953     | | (en) Site officiel |
| Festival du film de Sydney                                                   | (en) Sydney Film Festival (SFF)                        | Sydney                        | 1954     | Prix principal : Sydney Film Prize                                                                                   | (en) Site officiel |
| Festival du film underground de Sydney                                       | (en) Sydney Underground Film Festival                  | Sydney                        | 1954     | Festival célébrant le cinéma underground                                                                             | (en) Site officiel |
| Flickerfest                                                                  |                                                        | Bondi Beach                   | 1983     | Festival de courts métrages                                                                                          | (en) Site officiel |
| Festival international du film de St Kilda                                   | (en) St Kilda Film Festival                            | Melbourne                     | 1983     | (en) Site officiel                                                                                                   |                    |
| Festival du film français Alliance française                                 | (en) Alliance Française French Film Festival           | Melbourne                     | 1989     | Festival célébrant le cinéma français                                                                                | (en) Site officiel |
| Festival international du film d'animation de Melbourne                      | (en) Melbourne International Animation Festival (MIAF) | Melbourne                     | 1991     | Premier et l'un des plus importants festival d'animation d'Australie                                                 | (en) Site officiel |
| Festival du film queer de Melbourne                                          | (en) Melbourne Queer Film Festival (MQFF)              | Melbourne                     | 1991     | Premier et l'un des plus importants festival de films LGBT d'Océanie                                                 | (en) Site officiel |
| Festival international du film de Brisbane                                   | (en) Brisbane International Film Festival (BIFF)       | Brisbane                      | 1992     | Festival consacré aux films du bassin du Pacifique                                                                   | (en) Site officiel |
| Tropfest                                                                     |                                                        | Sydney                        | 1993     | Festival de courts métrages                                                                                          | (en) Site officiel |
| Festival international du film de Canberra (en)                              | (en) Canberra International Film Festival (CIFF)       | Canberra                      | 1996     | Prix principal : Prix du public                                                                                      | (en) Site officiel |
| Festival du court métrage de Canberra                                        | (en) Canberra Short Film Festival (CSFF)               | Canberra                      | 1996     | Premier festival de courts métrages australien                                                                       | (en) Site officiel |
| Festival du film de comédie Over The Fence                                   | (en) Over The Fence Comedy Film Festival               | Perth                         | 1996     | Festival de films comiques                                                                                           | (en) Site officiel |
| Festival international du film Revelation de Perth                           | (en) Revelation Perth International Film Festival      | Perth                         | 1998     | Festival présentant des films indépendants, underground, documentaires ou hybrides                                   | (en) Site officiel |
| Popcorn Taxi                                                                 |                                                        | Melbourne                     | 1999     | Événement s'étalant sur l'année ayant pour principe la rencontre avec les réalisateurs et la création des films      | (en) Site officiel |
| Festival du court métrage de Bondi                                           | (en) Bondi Short Film Festival                         | Bondi Beach                   | 2000     | Festival de courts métrages ouvert aux amateurs                                                                      | (en) Site officiel |
| Festival du film underground de Melbourne                                    | (en) Melbourne Underground Film Festival (MUFF)        | Melbourne                     | 2000     | Festival présentant des films de genre, érotiques et conceptuels                                                     | (en) Site officiel |
| Festival du film arabe d'Australie                                           | (en) Arab Film Festival Australia                      | Sydney, Melbourne et Canberra | 2001     | Festival célébrant le cinéma arabe                                                                                   | (en) Site officiel |
| Festival du film serbe d'Australie                                           | (en) Serbian Film Festival                             | Sydney, Melbourne et Perth    | 2001     | Festival célébrant le cinéma serbe                                                                                   | (en) Site officiel |
| Festival du film Longest Night                                               | (en) Longest Night Film Festival                       | Hobart                        | 2001     | A lieu pendant le festival de l'hiver de l'Antarctique (Antarctic Midwinter Festival)                                | (en) Site officiel |
| Festival du film Gold Coast ou « FilmFantastic »                             | (en) Gold Coast Film Festival)                         | Robina                        | 2001     | Festival présentant des films fantastiques, d'horreur ou de science-fiction                                          | (en) Site officiel |
| Festival du film d'Adélaïde                                                  | (en) Adelaide Film Festival (AFF)                      | Adélaïde                      | 2002     | Biennale non-compétitive se déroulant en alternance avec le Festival des arts d'Adélaïde (Adelaide Festival of Arts) | (en) Site officiel |
| Festival du film de Byron Bay                                                | (en) Byron Bay Film Festival (BBFF)                    | Byron Bay                     | 2006     | | (en) Site officiel |
| Festival du film et des arts des droits de l'homme                           | (en) Human Rights Arts and Film Festival (HRAFF)       | Sydney, Melbourne et Perth    | 2007     | Festival célébrant les droits de l'homme au cinéma                                                                   | (en) Site officiel |
| Festival international du film de Tasmanie ou « Breath of Fresh Air » (BOFA) | (en) Tasmanian International Film Festival)            | Launceston                    | 2010     | | (en) Site officiel |
| Festival du film coréen d'Australie                                          | (en) Korean Film Festival in Australia (KOFFIA)        | Melbourne                     | 2010     | Festival célébrant le cinéma coréen                                                                                  | (en) Site officiel |
| Festival du film indien Bollywood and Beyond ou « Bollywood and Beyond »     | (en) Indian Film Festival Bollywood & Beyond (IFF)     | Melbourne                     | 2010     | Festival célébrant le cinéma indien et bollywoodien                                                                  | (en) Site officiel |
| Festival du film libanais de Sydney                                          | (en) Lebanese Film Festival (LFF)                      | Sydney                        | 2011     | Festival célébrant le cinéma libanais                                                                                | (en) Site officiel |
| Festival du film de surf de Yallingup                                        | (en) Yallingup Surfilm Festival                        | Yallingup                     | 2011     | Festival célébrant la culture du surf                                                                                | (en) Site officiel |
| Festival du film singapourien de Perth                                       | (en) Singapore Film Festival Perth                     | Perth                         | 2012     | Festival célébrant le cinéma singapourien                                                                            | (en) Site officiel |

## Nouvelle-Zélande
| Nom                                                                                     | Nom original / international                             | Ville                                            | Création | Détails                                                                                        | Site officiel      |
| --------------------------------------------------------------------------------------- | -------------------------------------------------------- | ------------------------------------------------ | -------- | ---------------------------------------------------------------------------------------------- | ------------------ |
| Festival international du film de Nouvelle-Zélande (en)                                 | (en) New Zealand International Film Festival (NZIFF)     | Auckland, Wellington, Dunedin et Christchurch... | 1970     | Plus ancien festival de Nouvelle-Zélande                                                       | (en) Site officiel |
| Festival international du film documentaire de Nouvelle-Zélande ou « Documentary Edge » | (en) International Documentary Film Festival New Zealand | Auckland, Wellington, Dunedin et Christchurch... | 2005     | Festival de films documentaires                                                                | (en) Site officiel |
| Festival du court métrage Show Me                                                       | (en) Show Me Shorts Film Festival                        | Auckland, Wellington, Dunedin et Christchurch    | 2005     | Festival de courts métrages ; premier et unique festival trans-Tasman (australo-néo-zélandais) | (en) Site officiel |
| Festival du court métrage Big Mountain                                                  | (en) Big Mountain Short Film Festival                    | Ohakune                                          | 2006     | Festival de courts métrages ; la dernière édition a eu lieu en 2010                            | (en) Site officiel |
| Festival du film Reel Brazil                                                            | (en) Reel Brazil Film Festival                           | Auckland, Wellington et Queenstown               | 2009     | Festival célébrant le cinéma brésilien                                                         | (en) Site officiel |
| Festival du film allemand de Nouvelle-Zélande                                           | (en) German Film Festival New Zealand                    | Auckland, Wellington, Dunedin et Christchurch    | 2009     | Festival célébrant le cinéma allemand                                                          | (en) Site officiel |

## Polynésie française
| Nom                                                                   | Nom original / international | Ville   | Création | Détails | Site officiel      |                    |
| --------------------------------------------------------------------- | ---------------------------- | ------- | -------- | --- | ------------------ | ------------------ |
| Festival international du film documentaire océanien de Tahiti (FIFO) |                              | Papeete | 2004     | | (en) Site officiel |                    |
| Festival international du court-métrage de fiction des îles du Monde  | (fr) Courts des îles         | Papeete | 2013     | Festival réunissant autour d’un évènement unique les sensibilités îliennes du Monde entier à travers leurs créations audiovisuelles et cinématographiques | Site officiel      | (en) Site officiel |

## Vanuatu
| Nom                                    | Nom original / international          | Ville     | Création | Détails                                  | Site officiel      |
| -------------------------------------- | ------------------------------------- | --------- | -------- | ---------------------------------------- | ------------------ |
| Festival du film très court du Vanuatu | (en) Vanuatu Very Short Film Festival | Port-Vila | 2007     | Pour les films de moins de trois minutes | (en) Site officiel |